# Kjell Spångberg (fotbollsspelare)
Kjell Spångberg, född 28 oktober 1955, är en svensk före detta fotbollsmålvakt som representerade Gais i allsvenskan säsongen 1974.
Spångberg kom från Gais juniorer och spelade 1973–1974 sju matcher i det svenska juniorlandslaget. Han lyftes upp i Gais A-lag 1974, och då klubbens ordinarie målvakt Kjell Uppling under våren skadades blev den 18-årige Spångberg plötsligt förstemålvakt. Han gjorde vad som kunde förväntas av honom, men ersattes ändå under hösten av Glenn Sevestedt, som hade återtagits från Högadals IS. Totalt spelade Spångberg 13 allsvenska matcher under denna sin enda säsong i Gais, innan han till säsongen 1975 lämnade klubben för spel i Jonsereds IF. I Partilleklubben blev han sedan kvar resten av karriären, och var 1984 styrelsemedlem och 1985 spelande tränare i klubben.